# Lampe

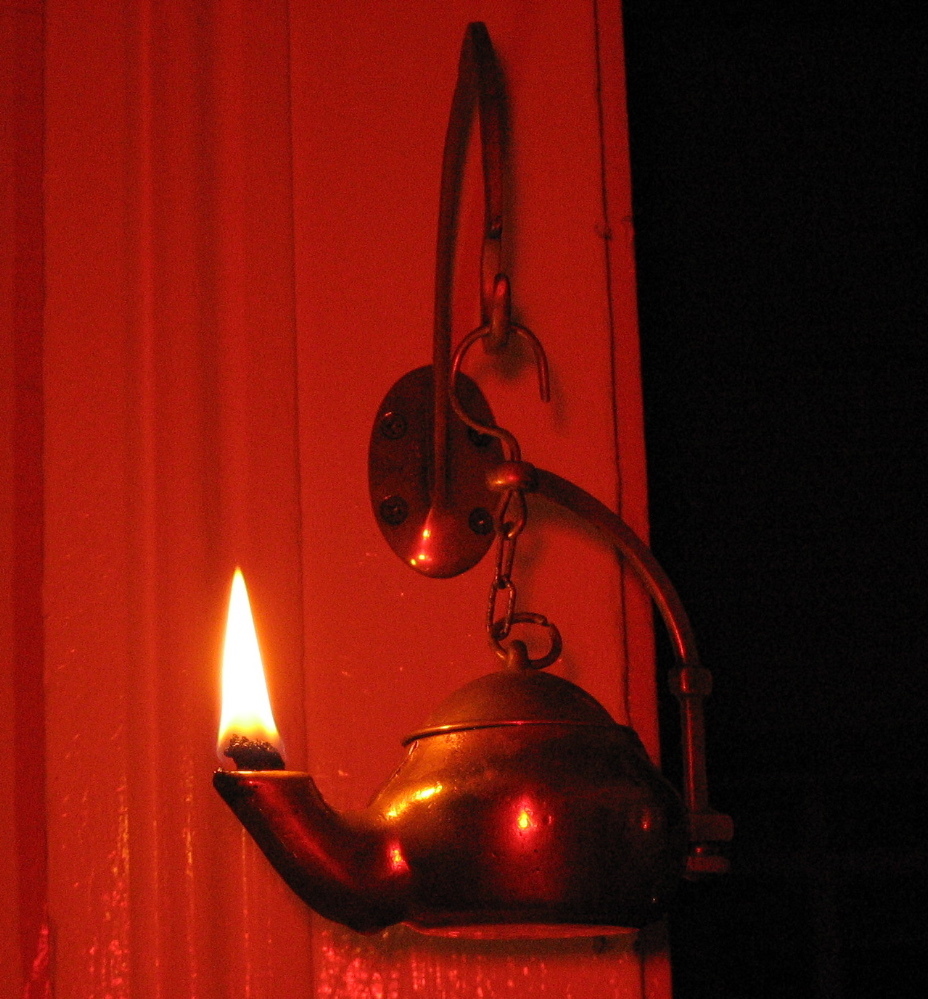
Kupferne Öllampe (19. Jh.)

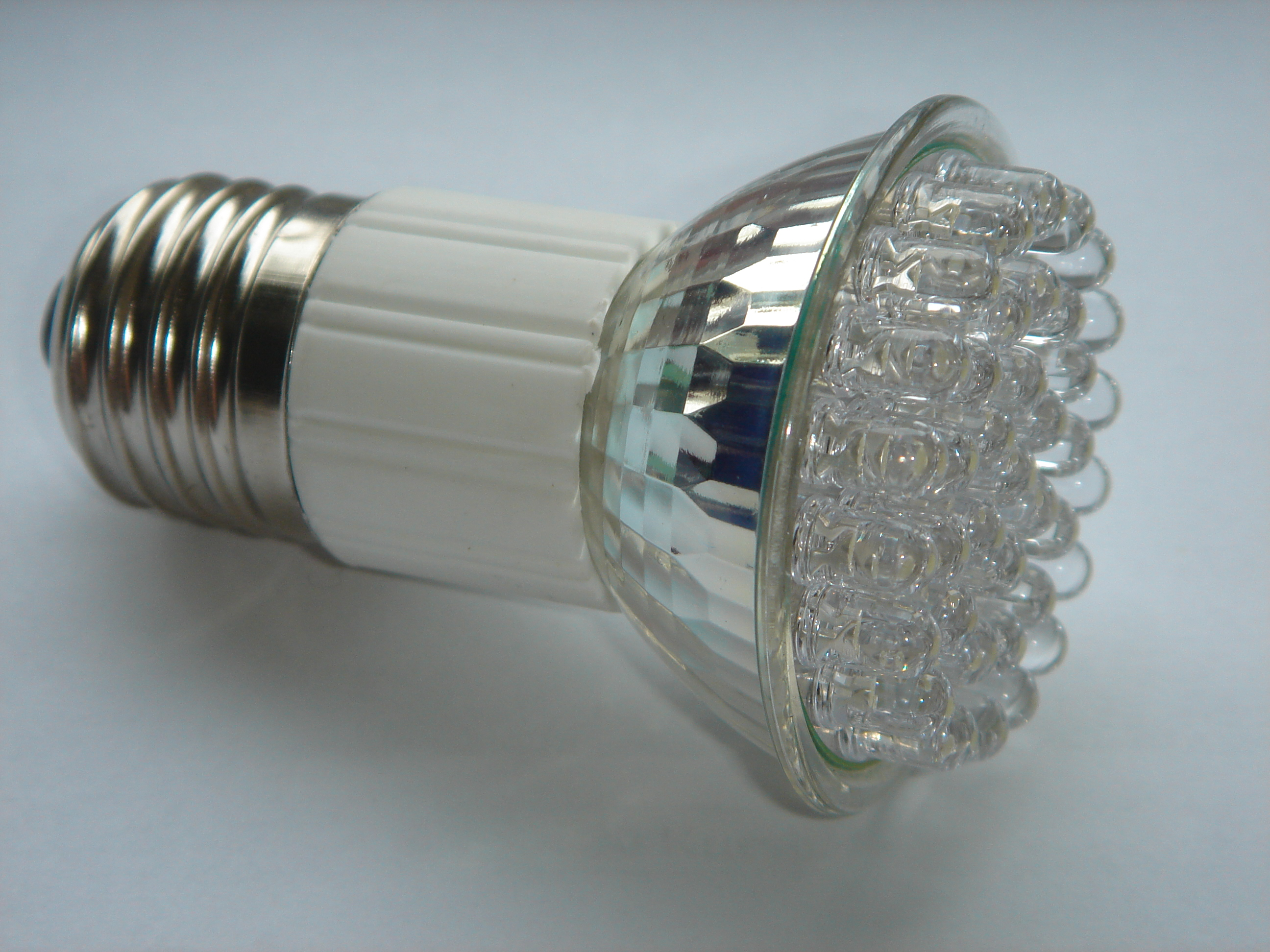
Lampe mit Leuchtdioden und Edisonsockel E27

Eine Lampe (ⓘ, französisch lampe, von altgriechisch λαμπάς lampás „Fackel, Leuchte“) ist nach DIN 5039 ein  Leuchtmittel, also ein technisches Bauteil einer Leuchte, das selbstständig in der Lage ist, Licht durch Energieumwandlung zu erzeugen und der Beleuchtung dient. 
Zu beachten ist, dass die Begriffe Lampe und Leuchte allgemeinsprachlich meist gleichgesetzt werden.

## Begriff
In der DIN 5039 werden die Begriffe Licht, Lampe und Leuchte definiert. Demnach ist eine Lampe „eine technische Ausführung einer künstlichen Lichtquelle, die in erster Linie zur Lichterzeugung bestimmt ist, also leuchten oder beleuchten soll.“ Die Leuchte wird in Abgrenzung dazu als „ein Gerät, das zur Verteilung, Filterung oder Umformung des Lichtes von Lampen dient, einschließlich der zur Befestigung, zum Schutz oder zum Betrieb der Lampen notwendigen Bestandteile“ definiert. Der Begriff Leuchtmittel findet in dieser, wie auch in anderen deutschsprachigen Normen zu dem Themenfeld Beleuchtung (DIN EN 12665, DIN EN 13032-1, DIN EN 60969, DIN IEC 60810 ect.), keine Verwendung. Im Blatt 1 der VDI 4700 wird Lampe als „das in einer Leuchte befindliche Leuchtmittel“ definiert. Diese Definition erfolgt mit Verweis auf eine Anlehnung an die zurückgezogene BGR 131-1. In der genannten Richtlinie des VDI wird die umgangssprachliche Gleichsetzung der Begriffe Lampe und Leuchte als Bezeichnung für das gesamte Lichtgerät (vgl. z. B. Petroleumlampe, Schreibtischlampe etc.) als falsch beschrieben.
Die Lampe wird in der DIN 5039, wie auch umgangssprachlich, durch Zusätze bei zusammengesetzten Begriffen präzisiert. Bei elektrischen Lampen wie Glühlampe, Halogenglühlampe, Gasentladungslampe, Hochdruckentladungslampe, Leuchtstofflampe wird so meist der Entstehungsprozess des Lichtes beschrieben. Bei chemisch-physikalischen Lampen lässt sich meist die Lampe technisch nicht von der Leuchte trennen, so dass die Lampe das dominierende Teil der Leuchte ist und damit den Begriff prägt. Beispiele hierfür sind: die Öllampe, die Laterne (die eine Kerze enthält), die Petroleumlampe und die Karbidlampe. Für elektrische Leuchtmittel, die direkt im Austausch für Glühlampen verwendet werden können, da sie in vorhandene Fassungen passen und in ähnlichen Leuchtstärken angeboten werden, wird zunehmend der Begriff Austauschlampe oder Retrofit verwendet (beispielsweise in Begriffen wie LED-Austauschlampe oder LED-Retrofit). Solche Leuchtmittel werden auch häufig nach dem erstrebten Ziel des Austauschs als Energiesparlampen bezeichnet.

## Geschichte

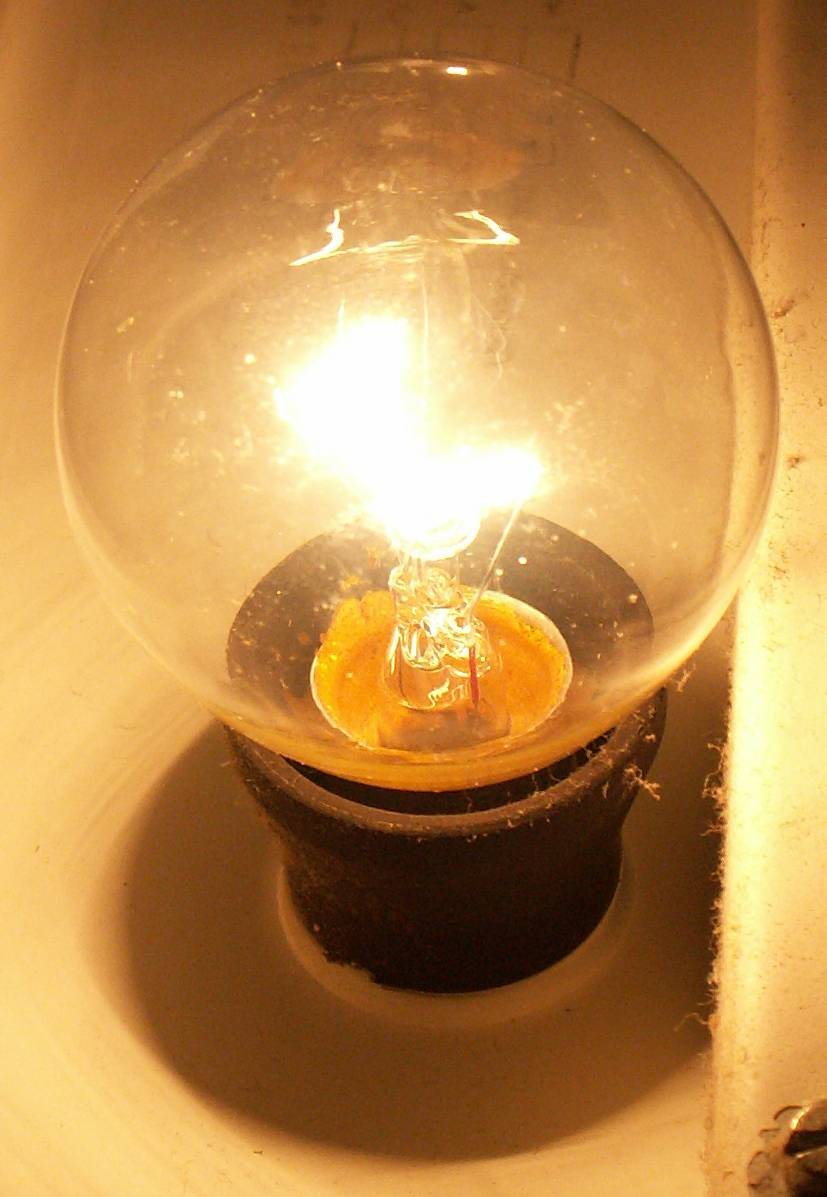
Traditionelle Glühlampe für 230 V mit 40 W Leistungsaufnahme, klarem Glaskolben und einem Edisonsockel E14

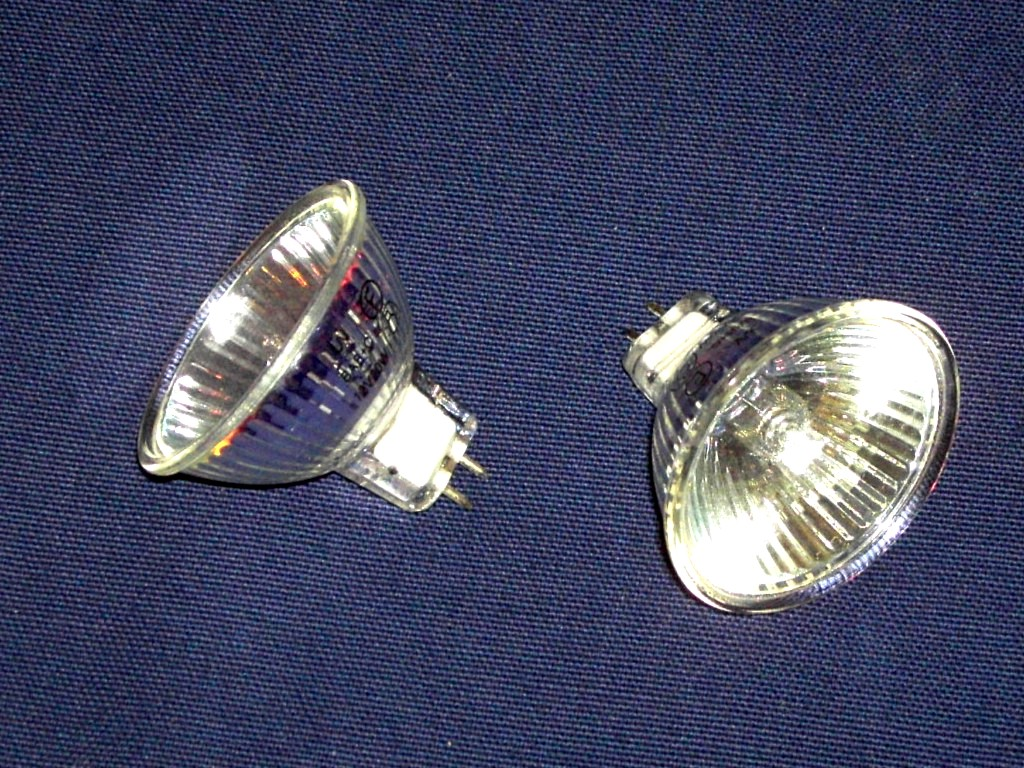
Halogenlampen

Der Fund eines Steins mit flach gedellter Oberfläche und einer Brandspur aus Edertal-Buhlen aus dem Mittelpaläolithikum gilt weltweit als der älteste Fund einer Lampe. Bis zur Erfindung der Argandlampe im späten 18. Jahrhundert, der Petroleumlampe am Anfang und der Gaslampe um die Mitte des 19. Jahrhunderts waren Lampen meist einfach geformte, offene oder gedeckte Gefäße aus Ton, Stein, Glas oder Metall, die mittels eines Dochtes Pflanzenöl oder tierisches Fett verbrannten (Öllampe) oder Kerzen enthielten. Für die neuzeitliche Beleuchtung hatte die Erfindung der elektrisch betriebenen Glühlampe epochale Bedeutung.
Neuere Lampentypen sind zum Beispiel: Kompaktleuchtstofflampen, Halogenglühlampen, Metalldampflampen, Bogenlampen und Leuchtdioden. Als eines der wesentlichen Merkmale haben alle elektrisch betriebenen Lampen Fassungen aus Metall oder Keramik, welche die elektrische und mechanische Verbindung zur Leuchte herstellen. Eine Ausnahme bildet die Schwefellampe, die nur mechanisch mit der Leuchte verbunden ist. Um diese Vielzahl neuerer Leuchtmittel in ihrer technischen Struktur, der Lichtfarbe und anderen Eigenheiten vergleichbar zu machen, wurde von der Internationalen Beleuchtungskommission der Standard ILCOS entwickelt.